# Campeonato Piauiense de Futebol de 1996
O Campeonato Piauiense de Futebol de 1996 foi o 56º campeonato de futebol do Piauí. A competição foi organizada pela Federação de Futebol do Piauí (FFP) e o campeão foi o River.

## Premiação
| Campeonato Piauiense de 1996 |
| ---------------------------- |
| RIVER Campeão (22.º título)  |